# Momentová vytvořující funkce
Momentová vytvořující funkce (anglicky moment-generating function) náhodné veličiny je v teorii pravděpodobnosti a statistice alternativní popis rozdělení pravděpodobnosti, založený na vytvořující funkci posloupnosti momentů daného rozdělení. Momentová vytvořující funkce umožňuje dostat se k analytickým výsledkům jinou cestou než přímým používáním hustot pravděpodobnosti nebo distribučních funkcí. Velmi jednoduché je použití momentové vytvořující funkce definované váženými součty náhodné proměnné.
Momentovou vytvořující funkci lze definovat nejen pro jednorozměrná rozdělení, ale i pro vektorové nebo maticové náhodné proměnné a lze ji dokonce rozšířit i na obecnější případy.
Na rozdíl od charakteristické funkce nemusí ani pro reálné argumenty momentová vytvořující funkce vždy existovat. Existují vztahy mezi chováním momentové vytvořující funkce rozdělení a vlastnostmi rozdělení, jako například existence momentů.

## Definice
V teorii pravděpodobnosti a statistice se momentová vytvořující funkce náhodné proměnné X definuje jako
{\displaystyle M_{X}(t):=\mathbb {E} \!\left[e^{tX}\right],\quad t\in \mathbb {R} ,}
kdekoli tato střední hodnota existuje. Jinak řečeno, momentovou vytvořující funkci lze interpretovat jako střední hodnotu náhodné proměnné {\displaystyle e^{tX}}.
{\displaystyle M_{X}(0)} vždy existuje a rovná se 1.
Klíčový problém s momentovou vytvořující funkcí je, že momenty a momentová vytvořující funkce nemusí existovat, protože potřebné integrály nekonvergují absolutně. Charakteristická funkce naproti tomu existuje vždy (protože je integrálem omezené funkce na prostoru konečné míry) a proto může být používána místo ní.
Pokud {\displaystyle \mathbf {X} =(X_{1},\ldots ,X_{n})}T je n-rozměrný náhodný vektor, pak používáme {\displaystyle \mathbf {t} \cdot \mathbf {X} =\mathbf {t} ^{\mathrm {T} }\mathbf {X} } místo tX:
{\displaystyle M_{\mathbf {X} }(\mathbf {t} ):=\mathbb {E} \!\left(e^{\mathbf {t} ^{\mathrm {T} }\mathbf {X} }\right).}
Důvodem pro definování této funkce je, že ji lze použít pro nalezení všech momentů rozdělení. Rozvinutí řady etX je:
{\displaystyle e^{t\,X}=1+t\,X+{\frac {t^{2}\,X^{2}}{2!}}+{\frac {t^{3}\,X^{3}}{3!}}+\cdots +{\frac {t^{n}\,X^{n}}{n!}}+\cdots .}
Odtud:
{\displaystyle {\begin{aligned}M_{X}(t)=\mathbb {E} (e^{t\,X})&=1+t\,\mathbb {E} (X)+{\frac {t^{2}\,\mathbb {E} (X^{2})}{2!}}+{\frac {t^{3}\,\mathbb {E} (X^{3})}{3!}}+\cdots +{\frac {t^{n}\,\mathbb {E} (X^{n})}{n!}}+\cdots \\&=1+tm_{1}+{\frac {t^{2}m_{2}}{2!}}+{\frac {t^{3}m_{3}}{3!}}+\cdots +{\frac {t^{n}m_{n}}{n!}}+\cdots ,\end{aligned}}}
kde mn je n-tý moment.
Derivováním MX(t) i krát podle t a položením t = 0 dostaneme i-tý moment o počátek, mi,
viz kapitola Výpočet momentů níže.

## Příklady
Následující tabulka obsahuje příklady momentová vytvořující funkce a charakteristická funkce pro porovnání. Je vidět, že charakteristická funkce je Wickovou rotací momentové vytvořující funkce Mx(t), pokud tato existuje.
| Distribuce                                   | Momentová vytvořující funkce MX(t)                                                     | Charakteristická funkce φ(t)                                                       |
| -------------------------------------------- | -------------------------------------------------------------------------------------- | ---------------------------------------------------------------------------------- |
| Alternativní {\displaystyle \,P(X=1)=p}      | {\displaystyle \,1-p+pe^{t}}                                                           | {\displaystyle \,1-p+pe^{it}}                                                      |
| Geometrické {\displaystyle (1-p)^{k-1}\,p\!} | {\displaystyle {\frac {pe^{t}}{1-(1-p)e^{t}}}\!} {\displaystyle \forall t<-\ln(1-p)\!} | {\displaystyle {\frac {pe^{it}}{1-(1-p)\,e^{it}}}\!}                               |
| Binomické B(n, p)                            | {\displaystyle \,(1-p+pe^{t})^{n}}                                                     | {\displaystyle \,(1-p+pe^{it})^{n}}                                                |
| Poissonovo Pois(λ)                           | {\displaystyle \,e^{\lambda (e^{t}-1)}}                                                | {\displaystyle \,e^{\lambda (e^{it}-1)}}                                           |
| Rovnoměrné (spojité) U(a, b)                 | {\displaystyle \,{\frac {e^{tb}-e^{ta}}{t(b-a)}}}                                      | {\displaystyle \,{\frac {e^{itb}-e^{ita}}{it(b-a)}}}                               |
| Rovnoměrné (diskrétní) U(a, b)               | {\displaystyle \,{\frac {e^{at}-e^{(b+1)t}}{(b-a+1)(1-e^{t})}}}                        | {\displaystyle \,{\frac {e^{iat}-e^{i(b+1)t}}{(b-a+1)(1-e^{it})}}}                 |
| Normální N(μ, σ2)                            | {\displaystyle \,e^{t\mu +{\frac {1}{2}}\sigma ^{2}t^{2}}}                             | {\displaystyle \,e^{it\mu -{\frac {1}{2}}\sigma ^{2}t^{2}}}                        |
| Chí kvadrát χ2k                              | {\displaystyle \,(1-2t)^{-k/2}}                                                        | {\displaystyle \,(1-2it)^{-k/2}}                                                   |
| Gamma Γ(k, θ)                                | {\displaystyle \,(1-t\theta )^{-k}}                                                    | {\displaystyle \,(1-it\theta )^{-k}}                                               |
| Exponenciální Exp(λ)                         | {\displaystyle \,(1-t\lambda ^{-1})^{-1},\,(t<\lambda )}                               | {\displaystyle \,(1-it\lambda ^{-1})^{-1}}                                         |
| Vícerozměrné normální N(μ, Σ)                | {\displaystyle \,e^{t^{\mathrm {T} }\mu +{\frac {1}{2}}t^{\mathrm {T} }\Sigma t}}      | {\displaystyle \,e^{it^{\mathrm {T} }\mu -{\frac {1}{2}}t^{\mathrm {T} }\Sigma t}} |
| Degenerované δa                              | {\displaystyle \,e^{ta}}                                                               | {\displaystyle \,e^{ita}}                                                          |
| Laplaceovo L(μ, b)                           | {\displaystyle \,{\frac {e^{t\mu }}{1-b^{2}t^{2}}}}                                    | {\displaystyle \,{\frac {e^{it\mu }}{1+b^{2}t^{2}}}}                               |
| Negativně binomické NB(r, p)                 | {\displaystyle \,{\frac {(1-p)^{r}}{(1-pe^{t})^{r}}}}                                  | {\displaystyle \,{\frac {(1-p)^{r}}{(1-pe^{it})^{r}}}}                             |
| Cauchyho Cauchy(μ, θ)                        | neexistuje                                                                             | {\displaystyle \,e^{i\mu t-\theta \|t\|}}                                          |

## Výpočet
Momentová vytvořující funkce je střední hodnota funkce náhodné proměnné, což lze napsat:
- Obecně: {\displaystyle M_{X}(t)=\int _{-\infty }^{\infty }e^{tx}\,dF(x)}, kde F je distribuční funkce a je použit Riemannův–Stieltjesův integrál.

- Pro diskrétní pravděpodobnostní funkce: {\displaystyle M_{X}(t)=\sum _{i=1}^{\infty }e^{tx_{i}}\,p_{i}}

- Pro spojité hustoty pravděpodobnosti: {\displaystyle M_{X}(t)=\int _{-\infty }^{\infty }e^{tx}f(x)\,dx}

Pokud X má spojitou hustotu pravděpodobnosti ƒ(x), pak MX(−t) je oboustrannou Laplaceovou transformací funkce ƒ(x).
{\displaystyle {\begin{aligned}M_{X}(t)&=\int _{-\infty }^{\infty }e^{tx}f(x)\,dx\\&=\int _{-\infty }^{\infty }\left(1+tx+{\frac {t^{2}x^{2}}{2!}}+\cdots +{\frac {t^{n}x^{n}}{n!}}+\cdots \right)f(x)\,dx\\&=1+tm_{1}+{\frac {t^{2}m_{2}}{2!}}+\cdots +{\frac {t^{n}m_{n}}{n!}}+\cdots ,\end{aligned}}}
kde mn je n-tý moment.

### Součet nezávislých náhodných proměnných
Pokud {\displaystyle S_{n}=\sum _{i=1}^{n}a_{i}X_{i}}, kde Xi jsou nezávislé náhodné proměnné a ai jsou konstanty, pak hustota pravděpodobnosti pro Sn je konvoluce hustoty pravděpodobnosti všech Xi, a momentová vytvořující funkce Sn je dána jako
{\displaystyle M_{S_{n}}(t)=M_{X_{1}}(a_{1}t)M_{X_{2}}(a_{2}t)\cdots M_{X_{n}}(a_{n}t)\,.}

### Vektorové náhodné proměnné
Pro vektorové náhodné proměnné X s reálnými složkami je momentová vytvořující funkce dána vzorcem
{\displaystyle M_{X}(t)=E\left(e^{\langle t,X\rangle }\right)}
kde t je vektor a {\displaystyle \langle \cdot ,\cdot \rangle } je skalární součin.

## Důležité vlastnosti
Momentové vytvořující funkce jsou kladné a logaritmicky konvexní funkce s M(0) = 1.
Důležitou vlastností momentové vytvořující funkce je, že pokud dvě rozdělení mají stejné momentové vytvořující funkce, pak jsou rozdělení identická skoro všude. Neboli pokud pro všechny hodnoty t,
{\displaystyle M_{X}(t)=M_{Y}(t),\,}
pak
{\displaystyle F_{X}(x)=F_{Y}(x)\,}
pro všechny hodnoty x (nebo ekvivalentně: X a Y mají stejné rozdělení). Toto tvrzení není ekvivalentní s tvrzením „jestliže dvě rozdělení mají stejné momenty, pak jsou identická ve všech bodech“. Důvodem je, že v některých případech momenty existují, ale momentová vytvořující funkce ne, protože limita
{\displaystyle \lim _{n\rightarrow \infty }\sum _{i=0}^{n}{\frac {t^{i}m_{i}}{i!}}}
nemusí existovat. Příkladem je logaritmicko-normální rozdělení.

### Výpočet momentů
Název momentová vytvořující funkce vyjadřuje, že pokud existuje na otevřeném intervalu v okolí t = 0, pak je exponenciální vytvořující funkcí momentů rozdělení:
{\displaystyle m_{n}=E\left(X^{n}\right)=M_{X}^{(n)}(0)={\frac {d^{n}M_{X}}{dt^{n}}}(0).}
Kde n je nezáporné celé číslo.

## Jiné vlastnosti
Hoeffdingovo lemma dává omezení momentové vytvořující funkce pro omezenou náhodnou proměnnou s nulovým průměrem.

## Vztah k jiným funkcím
Momentové vytvořující funkci se podobá několik dalších transformací, které se často používají v teorii pravděpodobnosti:
Charakteristická funkceCharakteristická funkce {\displaystyle \varphi _{X}(t)} má souvislost s momentovou vytvořující funkcí danou vztahem {\displaystyle \varphi _{X}(t)=M_{iX}(t)=M_{X}(to)}: charakteristická funkce je momentová vytvořující funkce iX nebo momentová vytvořující funkce X vyhodnocená na imaginární ose. Tuto funkci můžeme také považovat za Fourierovu transformaci hustoty pravděpodobnosti, která z ní může být odvozena inverzní Fourierovou transformací.
Kumulantová vytvořující funkceKumulantová vytvořující funkce je definována jako logaritmus momentové vytvořující funkce; někteří autoři definují kumulantovou vytvořující funkci jako logaritmus charakteristické funkce, jiní takto definovanou funkci nazývají druhou kumulantovou vytvořující funkcí.
Pravděpodobnostní vytvořující funkcePravděpodobnostní vytvořující funkce je definována jako {\displaystyle G(z)=E[z^{X}].\,} Odtud okamžitě vyplývá, že {\displaystyle G(e^{t})=E[e^{tX}]=M_{X}(t).\,}